# Casa a la rambla General Vives, 39 (Igualada)
L'habitatge situat a la rambla General Vives, 39 d'Igualada (Anoia) és un edifici modernista protegit com a bé cultural d'interès local.

## Descripció
És un edifici d'estatges de quatre pisos d'alçada. Destaca la verticalitat que agafa la composició en sentit ascendent. A la part alta de totes les finestres es col·loquen els elements ornamentals amb uns acabaments en forma de capitells de temàtica floral. També és remarcable la decoració de la porta principal amb dos cercles fets de pedra que agafen la sinuositat dels típics "cops de fuet" del modernisme. L'acabament de l'edifici està fet amb totxo cuit i forma una petita balustrada. A la façana exterior es pot veure també una petita capelleta adossada al mur, col·locada a sis metres d'alçada i dedicada a un sant d'antiga devoció per part dels membres de les famílies ocupants (Verge de Montserrat). A l'entrada hi ha un sostre pintat d'estil modernista, amb una disposició asimètrica de tipus florals.